# Municipio de San Jerónimo
Municipio de San Jerónimo är en kommun i Guatemala.   Den ligger i departementet Departamento de Baja Verapaz, i den centrala delen av landet, 60 km nordost om huvudstaden Guatemala City.